# Cebrail Makreckis
Cebrail Makreckis (lotyšsky: Čebrails Makreckis; * 10. května 2000) je lotyšský profesionální fotbalista, který hraje na pozici záložníka za maďarský klub Ferencvárosi TC.

## Klubová kariéra
Dne 19. ledna 2022 se Makreckis připojil ke klubu 3. Ligy Viktoria 1889 Berlín.

### Ferencváros
Dne 8. června 2023 podepsal smlouvu s klubem Nemzeti bajnokság I Ferencvárosi TC.
V rozhovoru pro Nemzeti Sport řekl, že za Ferencváros rád hraje na pozici pravého obránce. Vzhledem k tomu, že se zranili Endre Botka a Henry Wingo, požádal ho trenér Csaba Máté, aby hrál na pozici pravého obránce.

## Reprezentační kariéra
Makreckis je bývalý mládežnický reprezentant lotyšského týmu do 19 let. V tomto národním týmu debutoval proti Estonsku jako náhradník. Makreckis nastoupil za lotyšský tým do 19 let sedmkrát a jednou skóroval.
Díky svému původu může také reprezentovat národní týmy Maroka a Německa.

## Statistiky

### Klubové
Platí k zápasu hranému 24. července 2021.
| Klub                 | Sezóna            | Liga              | Liga   | Liga | Národní pohár | Národní pohár | Kontinentální | Kontinentální | Ostatní | Ostatní | Celkově | Celkově |
| Klub                 | Sezóna            | Soutěž            | Zápasy | Góly | Zápasy        | Góly          | Zápasy        | Góly          | Zápasy  | Góly    | Zápasy  | Góly    |
| -------------------- | ----------------- | ----------------- | ------ | ---- | ------------- | ------------- | ------------- | ------------- | ------- | ------- | ------- | ------- |
| Bonner SC            | 2019/20           | Regionalliga      | 20     | 1    | 0             | 0             | –             | –             | 0       | 0       | 20      | 1       |
| Borussia Dortmund II | 2020/21           | Regionalliga      | 12     | 0    | –             | –             | –             | –             | 0       | 0       | 12      | 0       |
| Borussia Dortmund II | 2021/22           | 3. Liga           | 1      | 0    | –             | –             | –             | –             | 0       | 0       | 1       | 0       |
| Borussia Dortmund II | Celkově           | Celkově           | 13     | 0    | 0             | 0             | 0             | 0             | 0       | 0       | 13      | 0       |
| Celkově v kariéře    | Celkově v kariéře | Celkově v kariéře | 33     | 1    | 0             | 0             | 0             | 0             | 0       | 0       | 33      | 1       |